# Rallye Monte Carlo für alternative Antriebe
Die Rallye Monte Carlo für alternative Antriebe (franz. Originaltitel: Rallye Monte-Carlo des Énergies Nouvelles et Électriques) ist eine Rallye-Veranstaltung, die vom Automobile Club de Monaco (ACM) ausgetragen wird. Zugelassen sind alle Fahrzeugklassen mit verschiedensten Antriebsarten, Startbedingung war 2011 ein rechnerischer CO2-Ausstoss von weniger als 115 g/km. Sie wird als klassische Sternfahrt gestartet und findet anschließend, wie die Monte, hauptsächlich in den Seealpen des französischen Hinterlandes statt. Das Rennen wird als Lauf des FIA-Cup für alternative Energien gewertet.

## Streckenführung und Charakteristik
2011 starteten im schweizerischen Lugano sowie in Clermont-Ferrand und Annecy-le-Vieux in Frankreich 108 Fahrzeuge Richtung Monaco. Auf der letzten Etappe kurz vor Monte Carlo stießen 12 Elektrofahrzeuge dazu.
Auch bei der alternativen Rallye ist eine „Nacht der langen Messer“ vorgesehen, 2011 startet die Gleichmäßigkeitsprüfung bei Valence.
Die Wertung ist eine Mischung aus Spritspar- und Rallye-Wertung, zu hoher Verbrauch wird mit Strafpunkten geahndet.

## Geschichte
Die Rallye Monte Carlo gilt als „die Mutter“ des heutigen Rallyesports. Dessen Anfänge werden allgemein auf die erste Austragung der Rallye Monte Carlo im Jahre 1911 datiert. Als Vorläufer der heutigen alternativen Rallye startete 1995 die „Rallye Monte Carlo für Elektrofahrzeuge“ und 2005 die „Rallye Monte Carlo für Brennstoffzellen und Hybridantriebe“. 2007 wurden die verschiedenen Klassen erstmals unter dem Titel „Rallye Monte-Carlo des Énergies Nouvelles et Électriques“ vereint.

## Sieger
2010 und 2011 siegte der ehemalige französische Formel-1-Fahrer Érik Comas und sein Beifahrer Sébastien Chol auf einem Tesla Roadster.

### Gesamtsieger
| Jahr | Fahrer       | Beifahrer           | Fahrzeug         |
| ---- | ------------ | ------------------- | ---------------- |
| 2009 | Marco Modena | Giuseppe Invernizzi | Toyota Prius     |
| 2010 | Érik Comas   | Sébastien Chol      | Tesla Roadster   |
| 2011 | Érik Comas   | Sébastien Chol      | Tesla Roadster 2 |